# Luzarida annuliger
Luzarida annuliger är en insektsart som beskrevs av Morgan Hebard 1928. Luzarida annuliger ingår i släktet Luzarida och familjen syrsor. Inga underarter finns listade i Catalogue of Life.